# مقعد السائق (رواية)
مقعد السائق (بالإنجليزية: The Driver's Seat)‏ هي رواية للكاتبة الإسكتلندية موريل سبارك، نشرت عام 1970، لأول مرة عن دار نشر ماكميلان.